# Список музеїв Ліхтенштейну
Список музеїв Ліхтенштейну, що складається з 14 музеїв на території князівства Ліхтенштейн.
- Національний музей Ліхтенштейну, Вадуц
  - Сільський музей, Шелленберг
  - Поштовий музей Князівства Ліхтенштейн, Вадуц
- Музей мистецтв Ліхтенштейну, Вадуц
- Музей лиж та зимових видів спорту, Вадуц
- Музей Вальзерів, Трізенберг (нім. Walsermuseum)
- Мистецький простір англійського будинку, Вадуц (нім. Kustraum Engländerbau)
- Музей друкарських та обчислювальних машин, Шан (Ліхтенштейн)
- Будинок Кюфер Мартіса, Руґґель[2]
- Pfrundhaus, Ешен (Ліхтенштейн)
- DoMuS, Шан (Ліхтенштейн)[3]
- Газометр Трізен, Трізен[4]
- Музей культурної спадщини Маурен-Шанвальду, Маурен
- Історична спільнота князівства Ліхтенштейн, Шан (Ліхтенштейн) (нім. Historischer Verein für das Fürstentum Liechtenstein)